# Santos Limited
Santos Ltd. (South Australia Northern Territory Oil Search) er et australsk olie- og gasselskab med hovedkvarter i Adelaide, South Australia. De har aktiver indenfor Liquified Natural Gas (LNG), gas-pipeline og olie. Det er den største leverandør af naturgas i Australien.
Santos blev etableret 18. marts 1954 og navnet er en forkortelse for South Australia Northern Territory Oil Search.